# Ак Жол (аеропорт)
Аеропо́рт «Ак Жол»(IATA: URA, ICAO: UARR) — міжнародний аеропорт міста Уральськ в Казахстані.
Аеродром «Ак Жол» 2 класу, здатний приймати повітряні судна Боїнг 737, Боїнг 757, Іл-76, Ту-134, Ту-154, Як-42, Ан-12, Ан-24, Ан-26, Ан-30, Іл-14, Іл-18, Л-410, Ан-2 і більш легкі, а також вертольоти всіх типів.

## Транспортна інфраструктура

### Автобус
АП «Ак Жол» обслуговується міським маршрутом № 12, що з'єднує аеропорт із залізничним вокзалом.

### Таксі
Місце для стоянки машин приватних таксі знаходиться перед будівлею терміналу. 

## Події

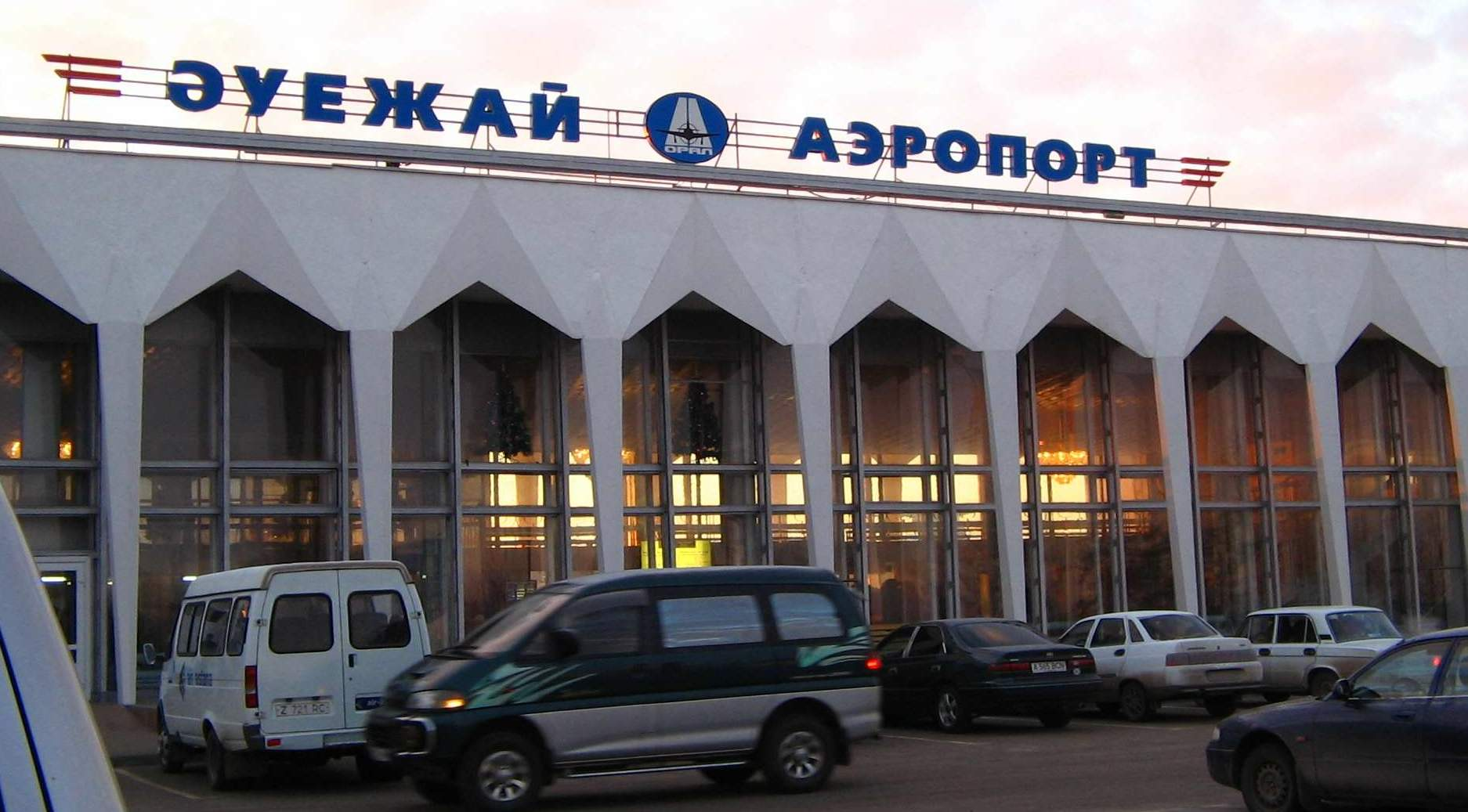
Основна будівля аеропорту

В квітні 2006 р. в аеропорту здійснив аварійну посадку Boeing 747 авіакомпанії British Airways (у зв'язку з помилковою пожежною тривогою), який слідував рейсом Сідней-Бангкок-Лондон, злітна маса якого перевищує проектні можливості ЗПС аеродрому.

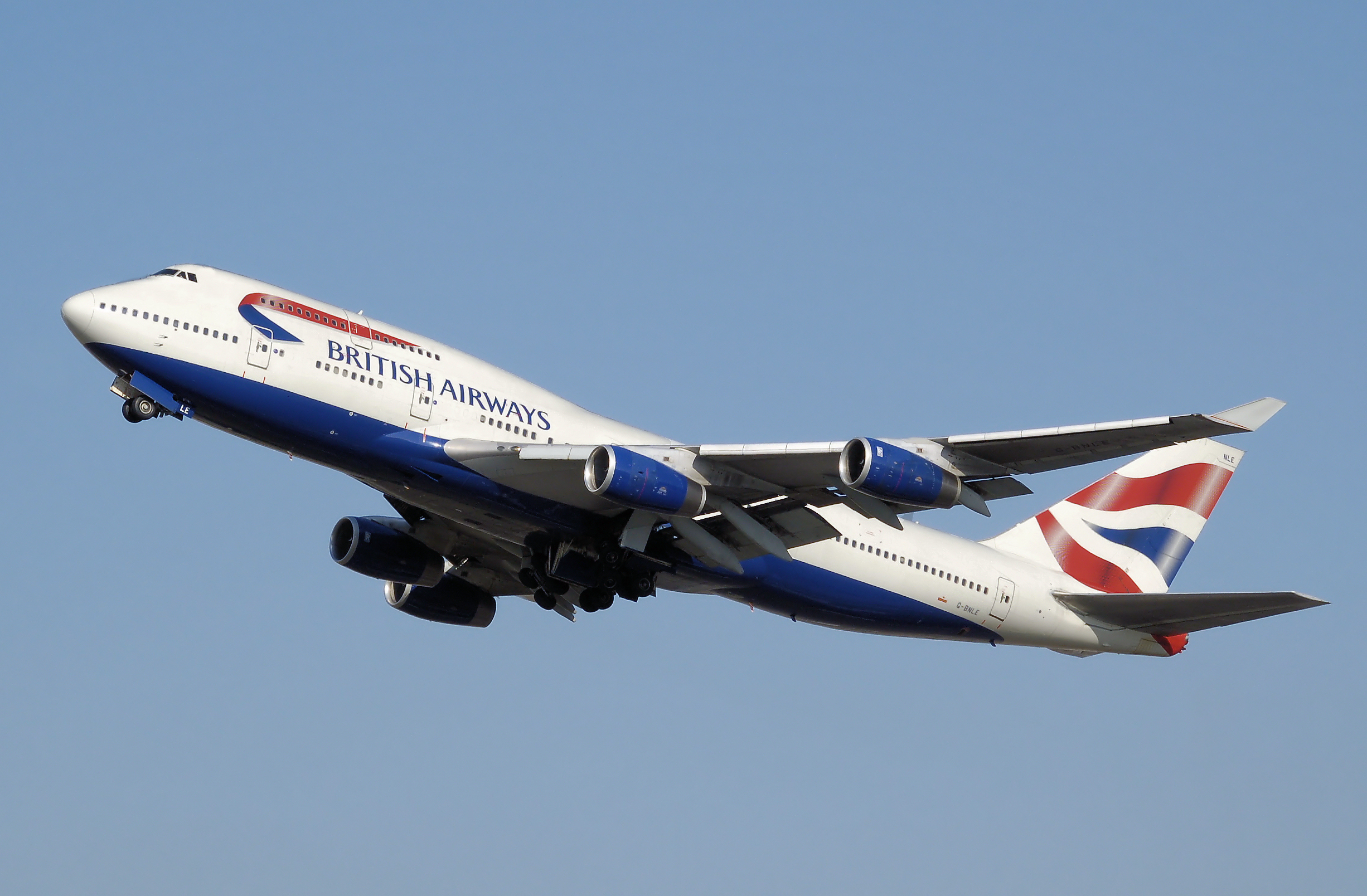
Літак, аналогічний вчинила аварійну посадку в Уральську

28 серпня 2009 в аеропорту через витік масла з лівого двигуна здійснив аварійну посадку авіалайнер Boeing-737-200 киргизької авіакомпанії «Itek Air» (рейс NGI-631 Бішкек — Москва). Приземлення пройшло успішно, жертв і постраждалих немає..

## Авіалінії та напрямки на червень 2017

### Пасажирські
| Авіакомпанія  | Пункт призначення                  |
| ------------- | ---------------------------------- |
| Air Astana    | Алмати, Астана Сезонний: Франкфурт |
| Bek Air       | Актау, Алмати, Астана              |
| Qazaq Air     | Атирау                             |
| S7 Airlines   | Москва-Домодєдово                  |
| SCAT Airlines | Актау, Атирау                      |

### Вантажні
| Авіакомпанія      | Пункт призначення |
| ----------------- | ----------------- |
| Coyne Airways     | Атирау, Баку      |
| Silk Way Airlines | Баку              |